# Axel Månsson
Axel Månsson, född 10 maj 2005, är en svensk handbollsspelare. Han är högerhänt och spelar som mittnia.

## Karriär
Månsson har Lödde Vikings som moderklubb. Han spelade där fram till 2022, då han skrev seniorkontrakt med Lugi HF. Han deltog i U18-EM 2022 där han var med och tog silver med Sverige, och blev uttagen i All-Star Team som bästa mittnia. Han deltog även i U19-VM 2023. 12 februari presenterades Axel som klar för IFK Kristianstad med ett treårskontrakt 2024-2027.

## Privat
Han är son till handbollstränaren och tidigare handbollsspelaren Ola Månsson, och yngre bror till handbollsspelaren Albert Månsson. Han är även kusinbarn till handbollsspelaren Anton Månsson.